# Lise Meitner

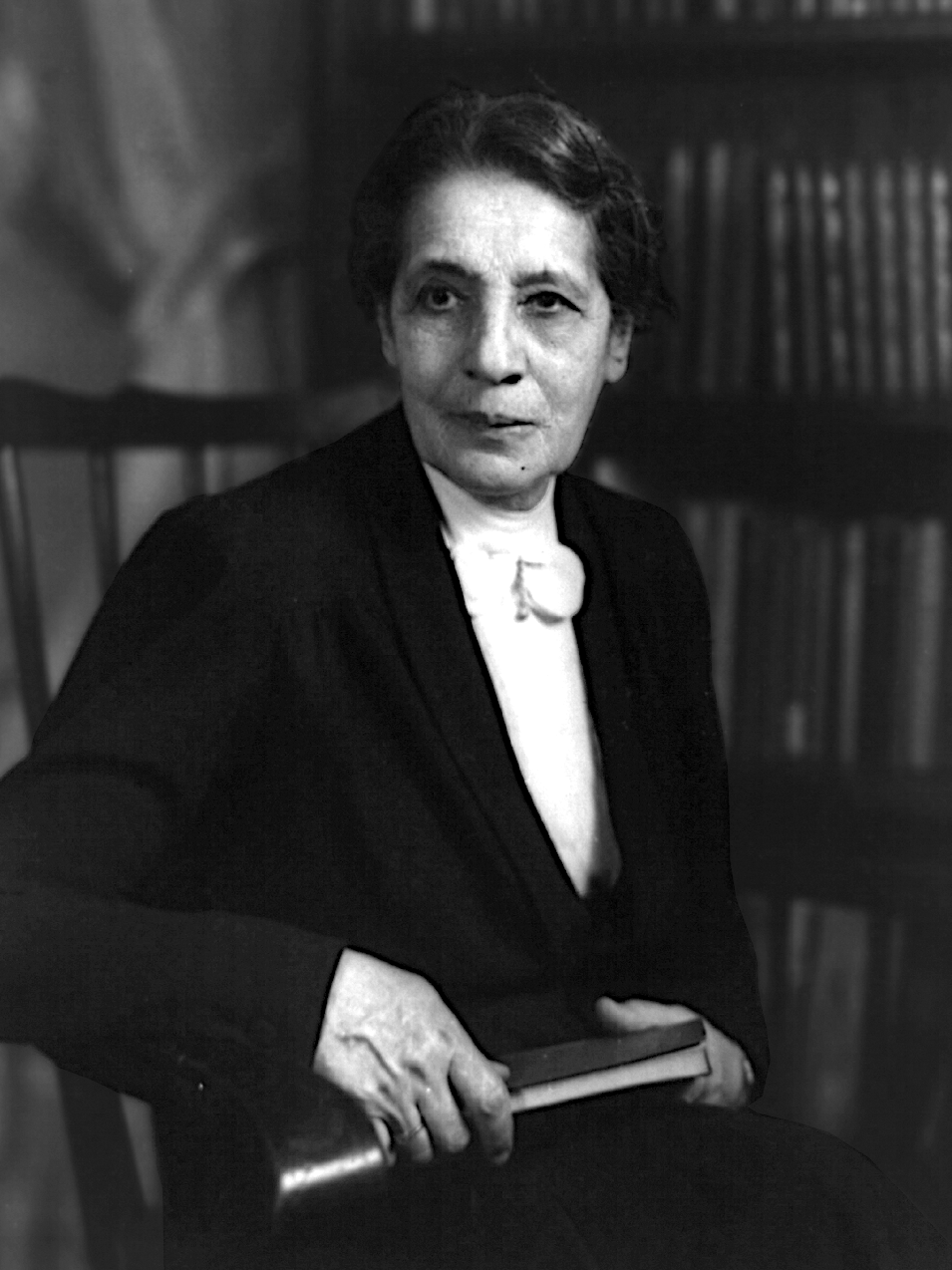
Lise Meitner (um 1940)

Lise Meitner (eigentlich Elise Meitner; geboren am 7. November oder 17. November 1878 in Wien, Österreich-Ungarn; gestorben am 27. Oktober 1968 in Cambridge, Vereinigtes Königreich) war eine österreichische Kernphysikerin und Pionierin der Radiochemie. Meitner zählt zu den bedeutendsten Naturwissenschaftlern des 20. Jahrhunderts. 1906 wurde sie an der Universität Wien promoviert, als zweite Frau im Hauptfach Physik. 1907 begann in Berlin eine jahrzehntelange Zusammenarbeit mit dem Chemiker Otto Hahn. Ab 1912 arbeiteten Meitner und Hahn im neu gegründeten Kaiser-Wilhelm-Institut für Chemie in Berlin-Dahlem. Sie erforschten die Radioaktivität und entdeckten radioaktive Isotope. 1926 wurde Meitner die erste Professorin für Physik in Deutschland.
1938 floh sie aus dem nationalsozialistischen Deutschland nach Stockholm, wo sie bis 1946 am Nobel-Institut für Physik und danach an der Königlichen Technischen Hochschule arbeitete. Im schwedischen Exil veröffentlichte sie im Februar 1939 zusammen mit ihrem Neffen Otto Frisch die erste physikalisch-theoretische Erklärung der Kernspaltung, die Otto Hahn und dessen Assistent Fritz Straßmann am 17. Dezember 1938 ausgelöst und mit radiochemischen Methoden nachgewiesen hatten. Die Entdeckung der Kernspaltung war nicht nur in der Wissenschaft folgenreich, sie führte auch zum Bau von Kernwaffen („Atombomben“) und später zum Bau von Kernkraftwerken.
Für ihre Errungenschaften erhielt Lise Meitner zahlreiche Ehrungen, jedoch weder den Nobelpreis für Chemie noch den Nobelpreis für Physik, obwohl sie für beide Nobelpreise vielfach nominiert wurde.

## Leben

### Geburtstag, Herkunft, Religion

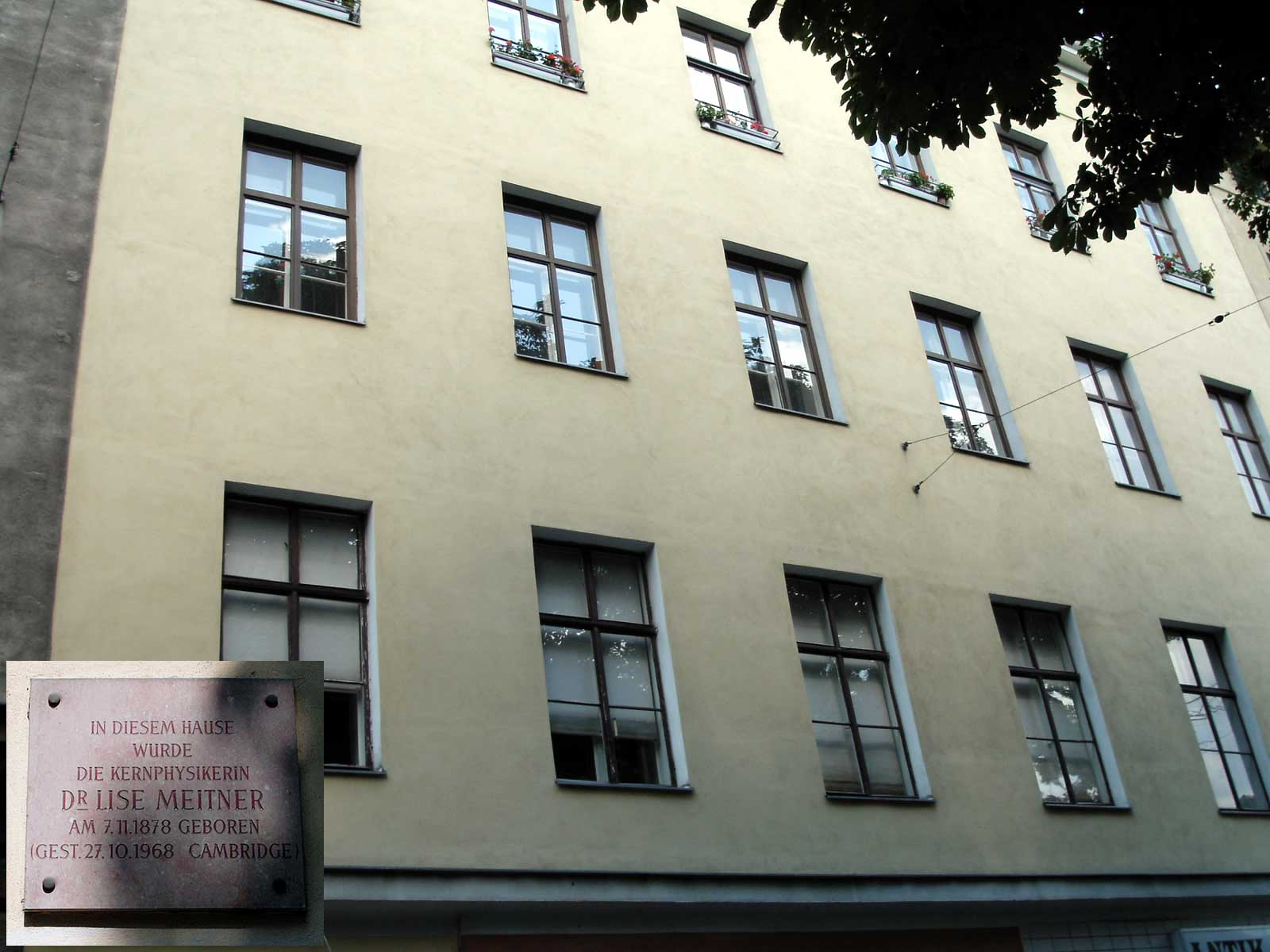
Geburtshaus und Gedenktafel in Wien-Leopoldstadt

Elise „Lise“ Meitner wurde 1878 in Wien-Leopoldstadt (2. Wiener Gemeindebezirk) geboren. Im Geburtsregister der Israelitischen Kultusgemeinde Wien sowie im Taufbucheintrag von 1908 wurde der 17. November als ihr Geburtstag eingetragen, in allen anderen Dokumenten aber der 7. November, und an diesem Tag feierte Lise Meitner auch stets ihren Geburtstag. Der 7. November ist zugleich der Geburtstag von Meitners wissenschaftlichem Vorbild Marie Curie, die elf Jahre vor ihr geboren wurde. In der Rowohlt-Monographie (2002) wird behauptet, der 7. November 1878 sei durch ein Versehen zum amtlichen Geburtsdatum geworden, als ein Beamter in Wien etwa zehn Jahre nach Lise Meitners Geburt „vergessen“ hatte, die Ziffer 1 zu schreiben. Diese Erklärung wird in der Biografie von David Rennert und Tanja Traxler (2018) als naheliegende Vermutung eingestuft. Zahlreiche biografische Texte geben den 7. November als Geburtstag an,
zahlreiche andere den 17. November.
Lise Meitners Eltern waren der aus der Gegend von Mährisch Weißkirchen stammende jüdische Rechtsanwalt Philipp Meitner (1839–1910) und seine Frau Hedwig Meitner-Skovran. Sie hatten 1875 geheiratet und wohnten damals in der Kaiser-Joseph-Straße Nr. 27, der heutigen Heinestraße, im heute Volkertviertel genannten Bezirksteil. Ihr Vater betrieb dort, bevor die Familie an „bessere Adressen“ übersiedelte, seine Kanzlei als Hof- und Gerichtsadvokat. Lise wurde 1878 als drittes Kind geboren. Sie hatte zwei ältere Schwestern (* 1876 und * 1877) und fünf jüngere Geschwister. Zwei Jahre nach ihrer Geburt bekam sie einen Bruder, dann folgten zwei weitere Schwestern, schließlich zwei weitere Brüder.
In dem Nachruf ihres Neffen Otto Frisch und in älteren Biografien ist zu lesen, Lise Meitner sei wie alle anderen Kinder der Familie protestantisch getauft und erzogen worden. Ruth Lewin Sime widerspricht in ihrer Biografie. Alle Kinder der Familie waren laut Sime bei Geburt in der jüdischen Gemeinde registriert und wuchsen in einer jüdischen Umgebung Wiens auf. Die Familie versuchte sich aber von der jüdischen Vergangenheit abzugrenzen (der Vater von Lise Meitner galt nach Frisch als Freidenker), assimilierte sich und wandte sich dem Protestantismus zu. Bei Lise Meitners Neffen Otto Frisch entstand so der Eindruck, die Mutter und seine Onkel und Tanten seien protestantisch erzogen worden. Lise Meitners Eltern ließen aber ihre Kinder nicht taufen und ließen sich auch selbst nie taufen, obwohl das gesellschaftliche und berufliche Vorteile gebracht hätte. Erst als Erwachsene trat Lise Meitner zum Christentum über. Sie wurde am 29. September 1908 durch die Taufe in die Evangelische Kirche A.B. aufgenommen. Im selben Jahr konvertierten zwei ihrer Schwestern zum katholischen Glauben.
In der Familie spielte Musik eine große Rolle und die Kinder lernten vor allem durch den Einfluss der Mutter Klavier spielen. Sie interessierte sich früh für Mathematik und lernte auf diesem Gebiet auch von Privatlehrern, die ihr Vater für die Kinder anstellte.

### Schulzeit

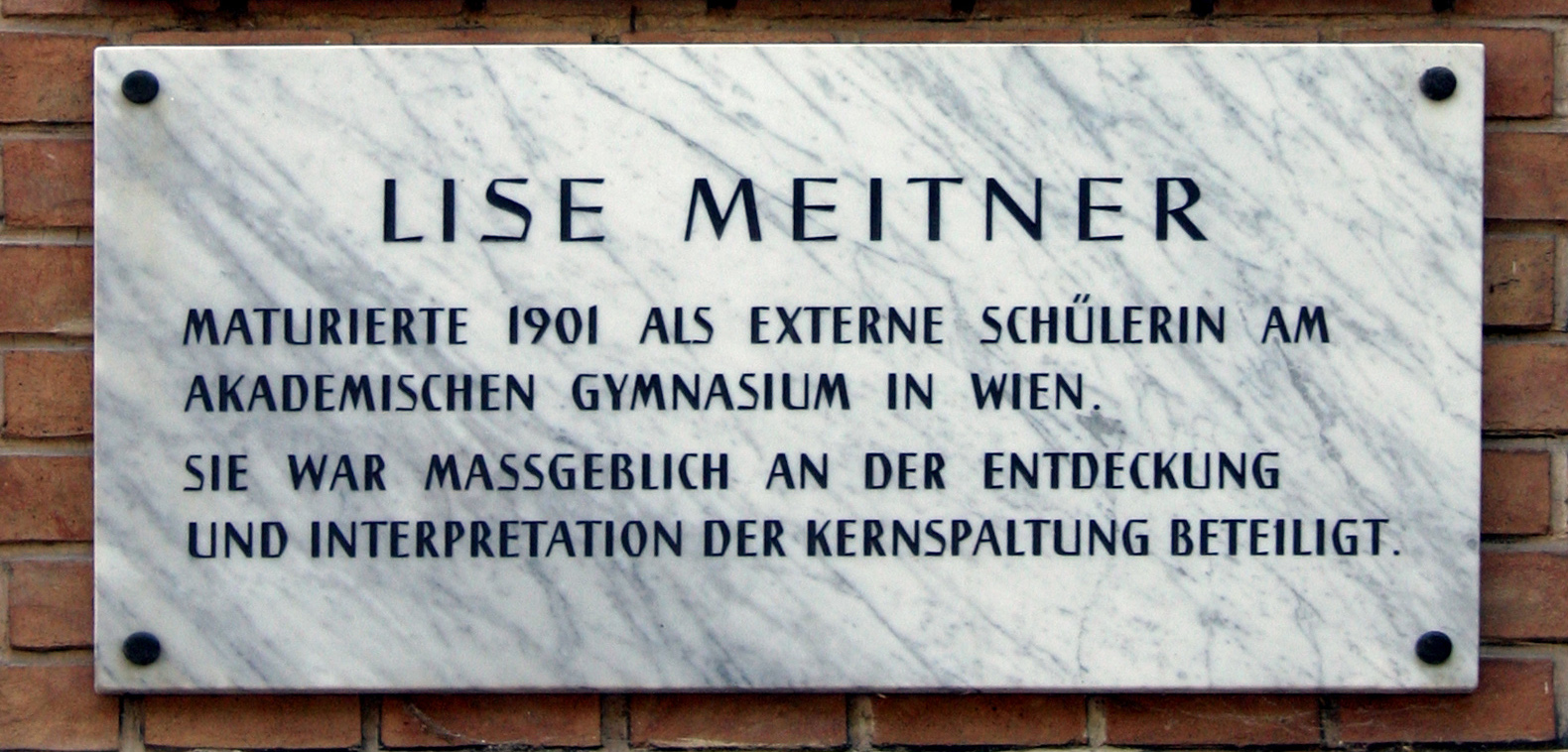
Gedenktafel am Wiener Akademischen Gymnasium

Ihre Schullaufbahn absolvierte Meitner an einer Bürgerschule, da an den Gymnasien Mädchen nicht zugelassen wurden. Nach dem Schulabschluss legte Lise Meitner auf Anraten ihres Vaters das Lehrerinnen-Examen für Französisch ab. Außerdem bereitete sie sich ab 1899 im Selbststudium auf die Matura vor und legte die Reifeprüfung im Juli 1901 im Alter von 22 Jahren am Akademischen Gymnasium Wien gemeinsam mit Henriette Boltzmann (Ludwig Boltzmanns ältester Tochter) ab, wo sie als gewählten Beruf die realistischen Studien der Philosophie angab.

### Studium und Promotion
Am 2. Oktober 1901 inskribierte sie an der k.k. Universität Wien in der philosophischen Fakultät, besuchte jedoch gleich zu Beginn eine Vielzahl an Seminaren in Physik, Mathematik (Differential- und Integralrechnung) sowie Chemie und Botanik. Ihr wichtigster akademischer Lehrer dort wurde Ludwig Boltzmann. Bereits in den ersten Jahren beschäftigte sie sich mit Radioaktivität. Sie wurde 1906 als zweite Frau im Hauptfach Physik an der Wiener Universität promoviert. Der Titel ihrer Doktorarbeit lautete Prüfung einer Formel Maxwells (veröffentlicht unter dem Titel Wärmeleitung in inhomogenen Körpern). Ihr Doktorvater war Franz Serafin Exner.
Nach ihrer Promotion bewarb sie sich bei Marie Curie in Paris, allerdings erfolglos. Sie arbeitete ein Jahr lang am Institut für Theoretische Physik in Wien.

### Chemisches Institut in Berlin

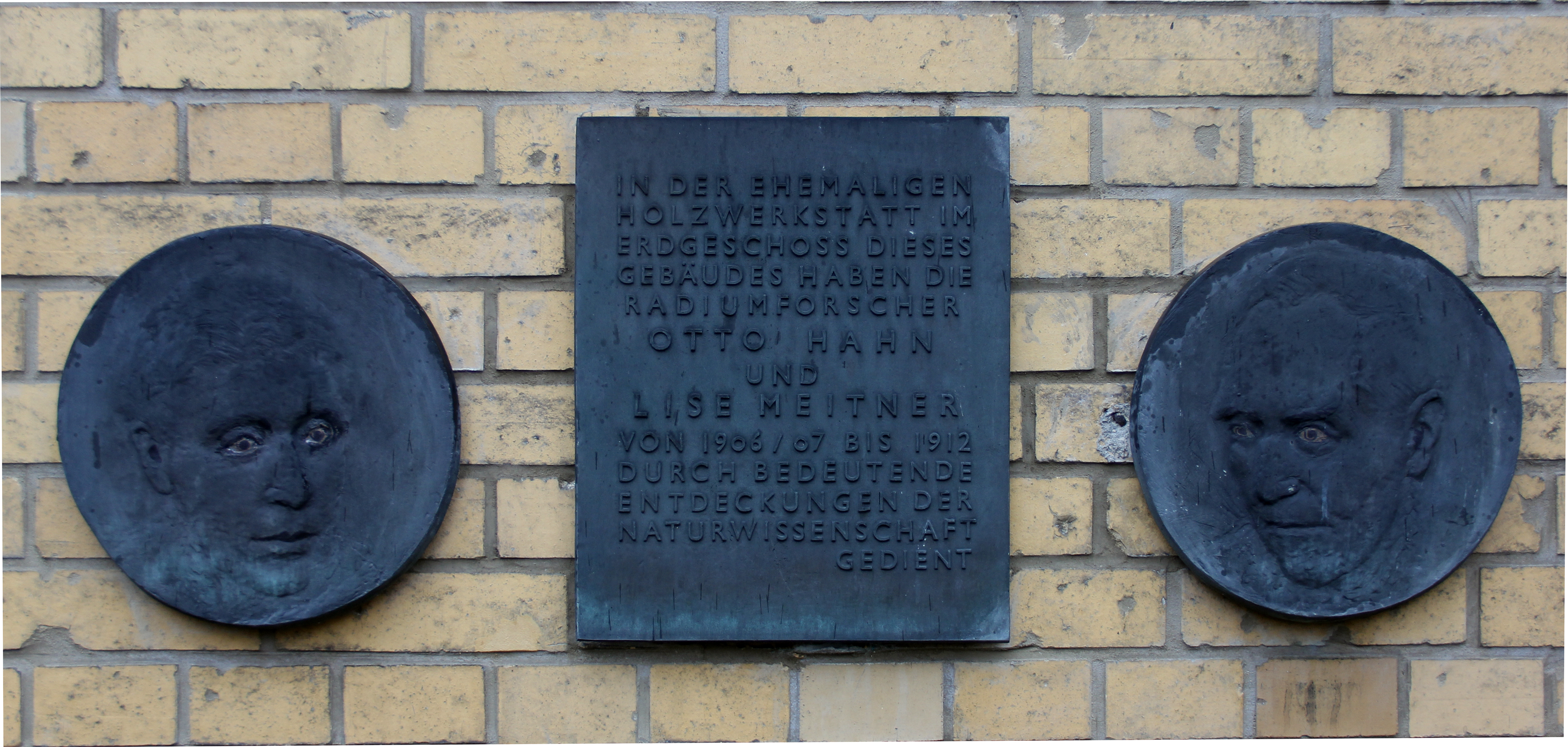
Gedenktafel am Haus Hessische Straße 1 in Berlin-Mitte

Im Jahr 1907 ging sie zur weiteren wissenschaftlichen Ausbildung nach Berlin, wo sie vor allem Vorlesungen bei Max Planck hören wollte. Dort traf sie erstmals auf den fast gleichaltrigen Chemiker Otto Hahn (er war vier Monate jünger als sie). Mit ihm sollte sie die folgenden 30 Jahre zusammenarbeiten. Zunächst arbeiteten sie als „unbezahlte Gäste“ jahrelang in Plancks Arbeitsraum, einer ehemaligen Holzwerkstatt, im Chemischen Institut der Friedrich-Wilhelms-Universität in der Hessischen Straße. Da im damaligen Preußen Frauen noch nicht studieren durften, musste sie das Gebäude immer durch den Hintereingang betreten und durfte die Vorlesungsräume und Experimentierräume der Studenten nicht betreten. Dieses Verbot fiel erst 1909, nachdem das Frauenstudium in Preußen offiziell eingeführt worden war.
Otto Hahn entdeckte 1909 den radioaktiven Rückstoß. Mit der sich daran anschließenden „Rückstoßmethode“ fanden Hahn und Lise Meitner in den Folgejahren auch diverse radioaktive Nuklide. Durch diese Erfolge machte sich Lise Meitner in der Physik einen Namen und lernte unter anderem Albert Einstein und Marie Curie persönlich kennen. Von 1912 bis 1915 war sie inoffizielle Assistentin bei Max Planck.

### Kaiser-Wilhelm-Institut für Chemie und Erster Weltkrieg

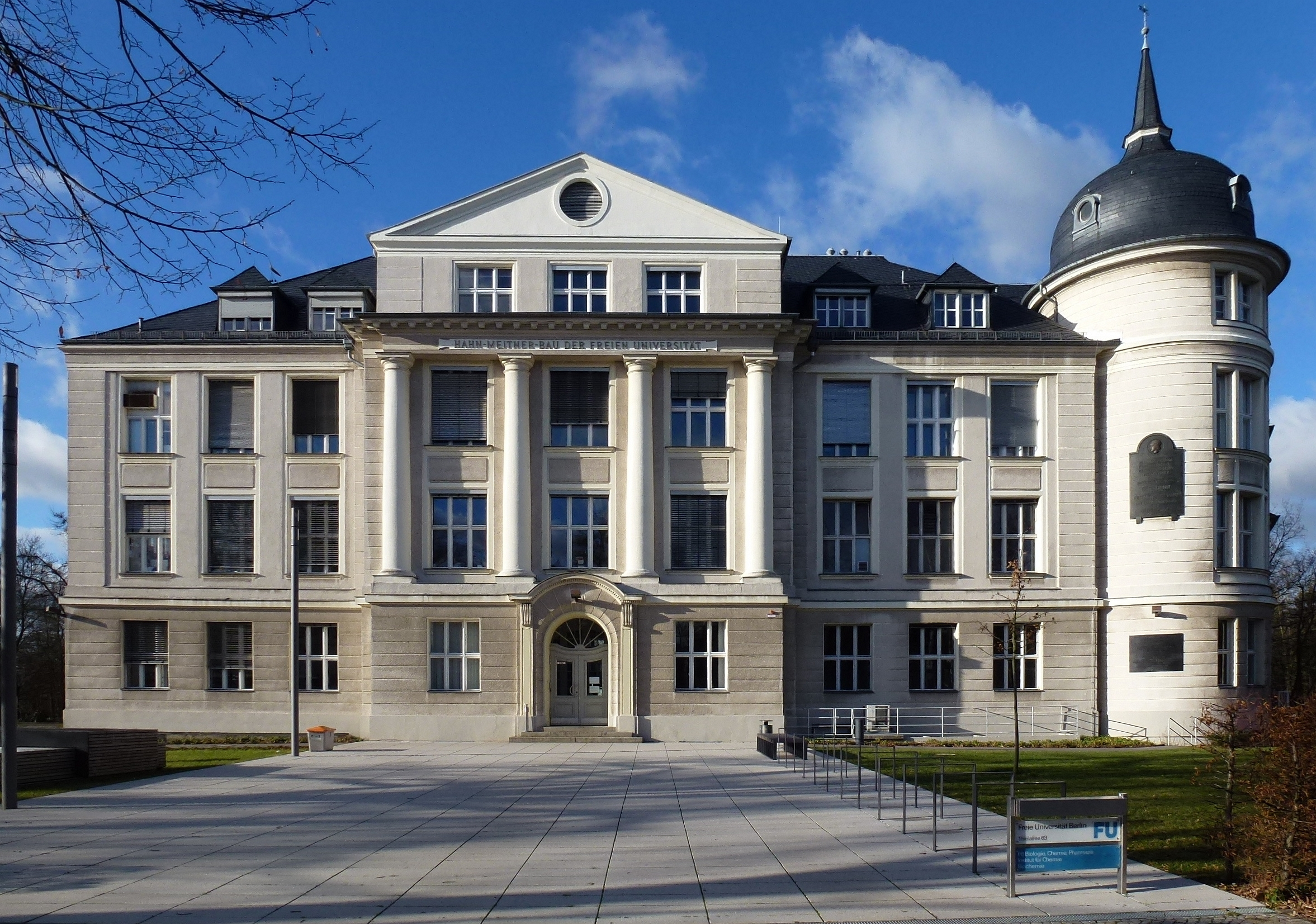
Gebäude des Kaiser-Wilhelm-Instituts für Chemie in Berlin-Dahlem (heute Hahn-Meitner-Bau des Instituts für Biochemie der FU Berlin)

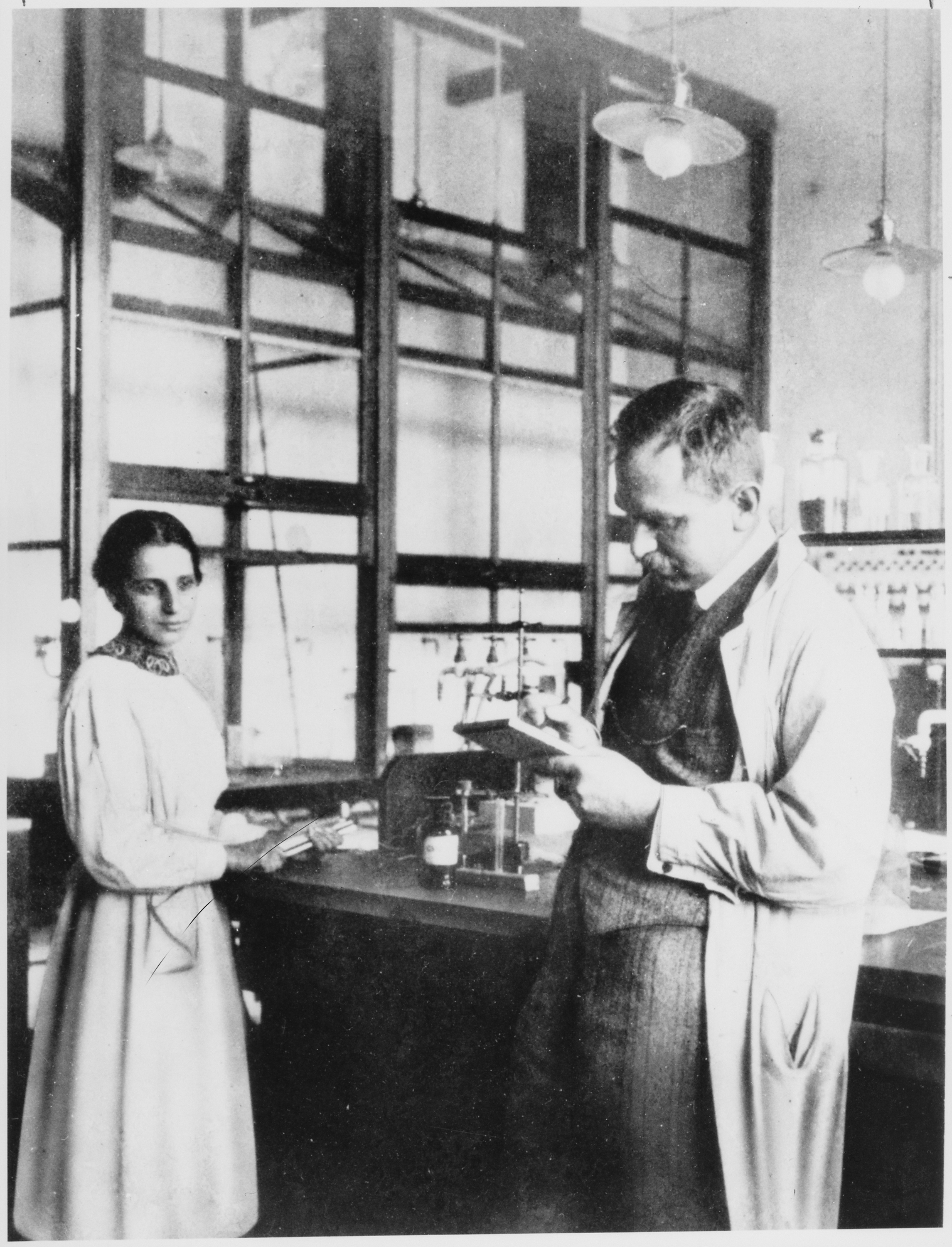
Lise Meitner und Otto Hahn im Labor, Kaiser-Wilhelm-Institut für Chemie, 1913

1912 verbesserten sich die Arbeitsbedingungen von Hahn und Meitner deutlich, als sie ihre Forschungen in der von Hahn aufgebauten Forschungsabteilung Radioaktivität des neu gegründeten Kaiser-Wilhelm-Instituts für Chemie in Berlin-Dahlem fortsetzen konnten. Meitner arbeitete zunächst unentgeltlich weiter, wurde jedoch 1913 als erste Frau Wissenschaftliches Mitglied der Kaiser-Wilhelm-Gesellschaft. Nach ihr wurden nur zwei weitere Frauen Wissenschaftliche Mitglieder (Cécile Vogt und Isolde Hausser), während es in der Geschichte der Kaiser-Wilhelm-Gesellschaft mehr als 160 männliche Wissenschaftliche Mitglieder gab.
Zumindest zu Beginn des Ersten Weltkriegs zeigte sie sich ebenso von Kriegsbegeisterung ergriffen wie nahezu alle ihre damaligen Kollegen.
So hatte Hahn zusammen mit James Franck und Gustav Hertz im Auftrag durch Fritz Haber am 22. April 1915 persönlich den erstmaligen Einsatz von Chlorgas in der Zweiten Flandernschlacht überwacht. Die Giftgaswolke überraschte damals noch den Gegner, etwa 5000 Soldaten starben und weitere etwa 10.000 wurden kampfunfähig verletzt. Drei Tage darauf schrieb Meitner an Hahn: „Ich beglückwünsche Sie zu dem schönen Erfolg bei Ypern“. Meitner war allerdings selbst nicht an Forschung oder Entwicklung chemischer Kampfstoffe beteiligt. Sie ließ sich zur Röntgenassistentin und Krankenpflegerin ausbilden und war ab Juli 1915 zunächst als Röntgenschwester der österreichischen Armee in einem Lazarett an der Ostfront eingesetzt.
Bereits im Oktober 1916 kehrte sie nach Berlin in das Institut zurück und arbeitete erneut gemeinsam mit Hahn, der im Dezember 1916 nach Berlin versetzt worden war. 1917 entdeckten Hahn und Meitner das chemische Isotop Protactinium-231, die langlebige Form des Elements mit der Ordnungszahl 91, das mit dem schon 1913 von Kasimir Fajans und Oswald Helmuth Göhring entdeckten kurzlebigen Isotop Protactinium-234 (damals Brevium genannt) in Konkurrenz stand (Im Jahr 1949 wurde das neue Element Nr. 91 von der IUPAC endgültig Protactinium genannt und Hahn und Meitner als alleinige Entdecker bestätigt).

### Abteilungsleitung und Professur
1918 erhielt Lise Meitner die Leitung einer eigenen Abteilung am Kaiser-Wilhelm-Institut für Chemie: Sie wurde Leiterin der radiophysikalischen Abteilung, verbunden mit einem angemessenen Gehalt. Sie war die erste von 14 Abteilungsleiterinnen in der Geschichte der Kaiser-Wilhelm-Gesellschaft.
1922 entdeckte sie vier Jahre vor Pierre Auger den Auger-Meitner-Effekt.
1922 habilitierte sie sich und bekam dadurch das Recht, als Dozentin zu arbeiten. 1926 wurde sie außerordentliche Professorin für experimentelle Kernphysik an der Berliner Universität. Sie war damit Deutschlands erste Professorin für Physik.
Meitners Forschung wurde in den 1920er Jahren mehrmals durch die Notgemeinschaft der Deutschen Wissenschaft gefördert.

### Entzug der Lehrbefugnis
Anfang 1933 war Meitner wie viele andere noch zuversichtlich, dass die Folgen der Machtübernahme durch die NSDAP glimpflich bleiben würden. Meitner war der Meinung, dass derartige Zeiten des Umbruchs zunächst unvermeidlich mit allen möglichen Wirren verbunden seien, nun komme es auf vernünftige Zurückhaltung an. Hitlers im Radio übertragene Antrittsrede als Reichskanzler habe doch „sehr moderat geklungen, taktvoll und versöhnlich“. Infolge des Berufsbeamtengesetzes vom 7. April 1933 wurde Meitner aufgrund ihrer jüdischen Abstammung die Lehrbefugnis entzogen. Sie konnte ihre Arbeit an Bestrahlungsexperimenten mit Neutronen lediglich am (nicht-staatlichen) Kaiser-Wilhelm-Institut fortsetzen. Hier suchte sie von 1935 bis 1938 mit Otto Hahn und seinem Assistenten Fritz Straßmann nach Transuranen.

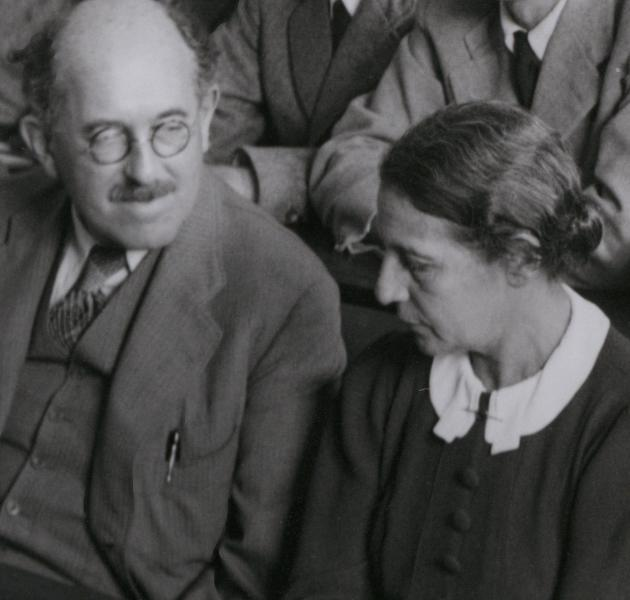
Lise Meitner mit Otto Stern (1937)

### Flucht nach Schweden
1938, als Deutschland Österreich annektierte, wurde Lise Meitner deutsche Staatsbürgerin und war dadurch als gebürtige Jüdin in besonderer Weise gefährdet. Otto Hahn hatte große Sorge um ihre Sicherheit und bereitete daher zusammen mit dem niederländischen Chemiker Dirk Coster ihre illegale Ausreise ins Exil vor, die am 13. Juli 1938 gelang. Über die Niederlande und Dänemark kam sie nach Stockholm, wo sie ihre Forschungen bis 1946 am Nobel-Institut fortsetzte. Hahn und Meitner korrespondierten weiter miteinander.

### Entdeckung der Kernspaltung

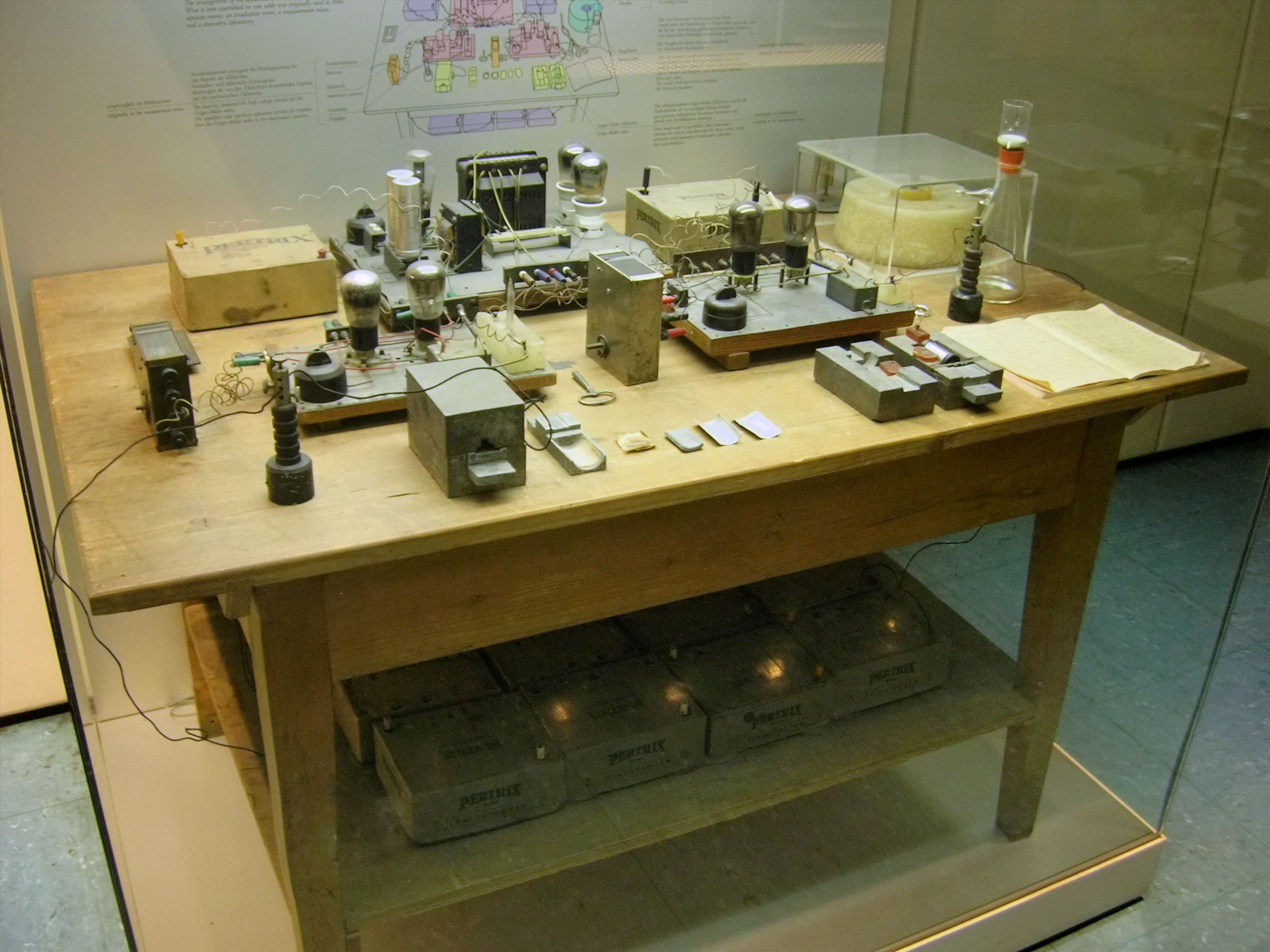
Versuchsapparaturen, mit denen Otto Hahn und Fritz Straßmann am 17. Dezember 1938 die Kernspaltung entdeckten (Deutsches Museum, München). Die Geräte standen damals in verschiedenen Räumen und wurden später für das Museum auf diesem Tisch arrangiert, der heute „Hahn-Meitner-Straßmann-Tisch“ genannt wird.

Die Chemikerin Ida Noddack hatte schon 1934 die Vermutung geäußert, dass „bei der Beschießung schwerer Kerne mit Neutronen diese Kerne in mehrere größere Bruchstücke zerfallen“. Diese Vermutung wurde seinerzeit nicht ernst genommen. Ende Dezember 1938 beschrieb Otto Hahn in einem Brief an Meitner einen Vorgang, den er zusammen mit Fritz Straßmann aufgrund äußerst sorgfältiger radiochemischer Methoden entdeckt hatte und den er als „Zerplatzen“ des Urankerns bezeichnete. Er fragte sie:

„Wäre es möglich, dass das Uran 239 zerplatzt in ein Ba und ein Ma? Es würde mich natürlich sehr interessieren, Dein offenes Urteil zu hören. Eventuell könntest du etwas ausrechnen und publizieren.“

Hahn hatte die Physiker in seinem Institut nicht informiert. Er unterrichtete Lise Meitner als einzige über alle Experimente und Ergebnisse und hielt sie weiterhin brieflich auf dem Laufenden.
Im Februar 1939 konnte Lise Meitner mit ihrem Neffen, dem Kernphysiker Otto Frisch, in dem Aufsatz Disintegration of Uranium by Neutrons: A New Type of Nuclear Reaction eine erste physikalisch-theoretische Deutung für das von Otto Hahn formulierte „Zerplatzen“ des Uran-Atomkerns geben. Frisch prägte dabei den Begriff nuclear fission (Kernspaltung), der in der Folgezeit international anerkannt wurde.
Die beiden Bruchstücke (Atomkerne), die bei der Spaltung entstehen, haben zusammen eine geringere Masse als der ursprüngliche Uranatomkern. Aus dieser Massendifferenz errechneten Lise Meitner und Otto Frisch mit Einsteins Formel E = mc² die bei der Spaltung freiwerdende Energie von etwa 200 Millionen Elektronenvolt pro gespaltenem Atomkern.
Meitner, inzwischen überzeugte Pazifistin, weigerte sich, Forschungsaufträge für den Bau einer Atombombe anzunehmen, obwohl sie von den USA immer wieder dazu aufgefordert wurde. Sie zog es vor, während des Zweiten Weltkrieges in Schweden zu bleiben.

### Nachkriegszeit

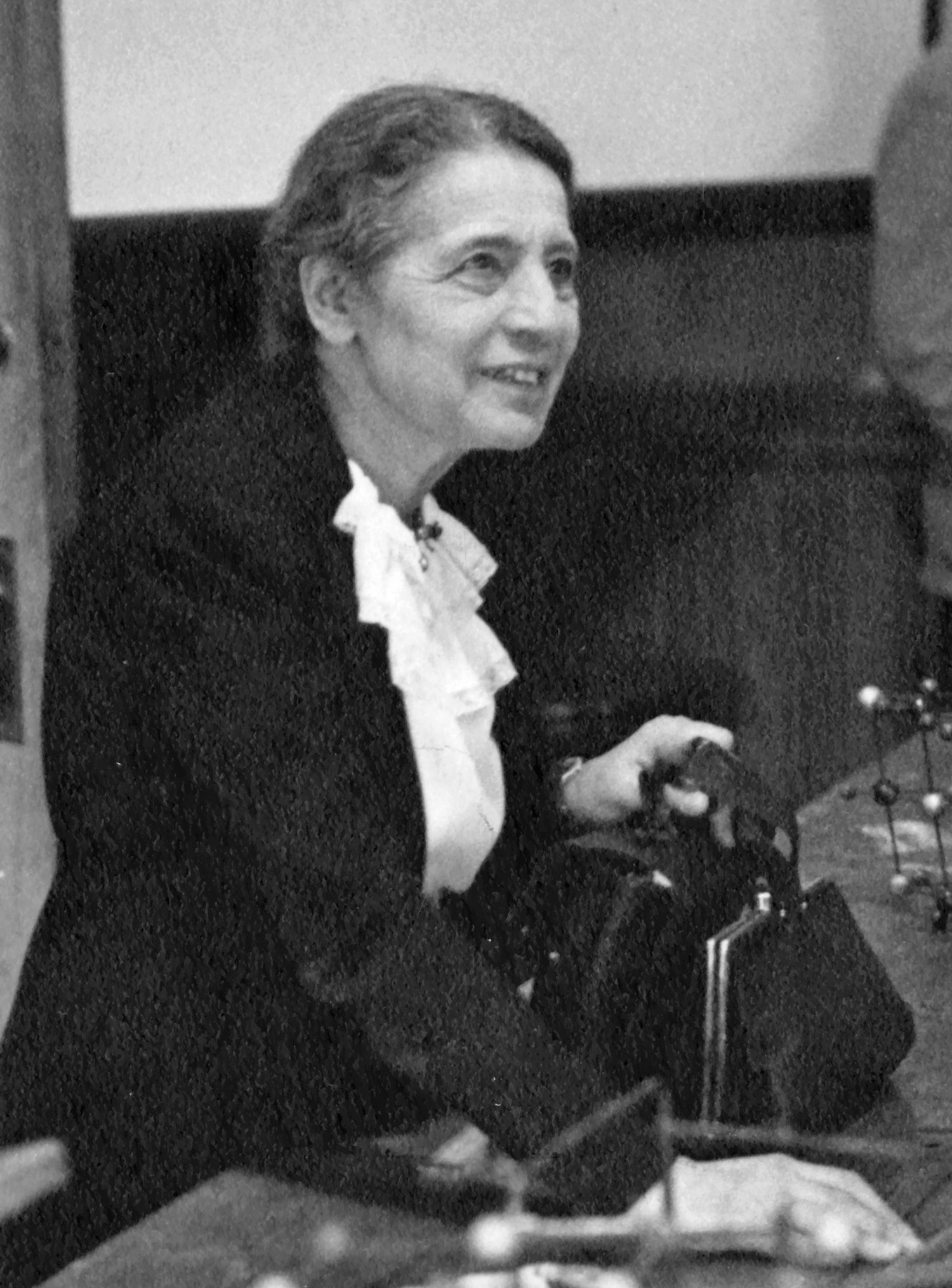
Lise Meitner (1946)

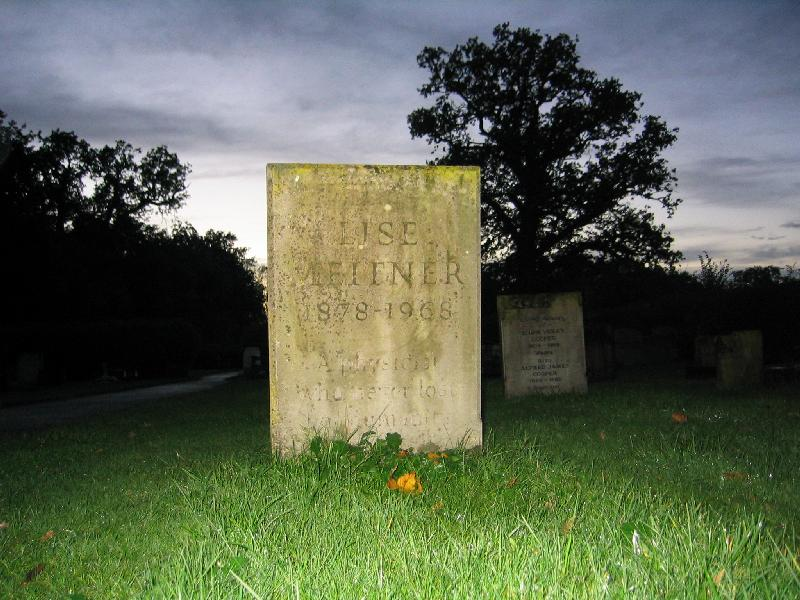
Meitners Grabstein auf dem Friedhof in Bramley, Hampshire

In der Nachkriegszeit stellte Lise Meitner die Entwicklung der Kernwaffen in Frage. Bei einer Vorlesungsreise in den USA 1946, ein Jahr nach den Atombombenabwürfen auf Hiroshima und Nagasaki, wurde sie zu ihrem Missfallen in der amerikanischen Presse als „jüdische Mutter der Atombombe“ und „Frau des Jahres“ bezeichnet. Für sie war es stets undenkbar, ihre Arbeit in den Dienst einer Massenvernichtungswaffe zu stellen.
Ab 1947 leitete Lise Meitner die kernphysikalische Abteilung des Physikalischen Instituts der Königlichen Technischen Hochschule Stockholm und hatte diverse Gastprofessuren an US-amerikanischen Universitäten inne.
Sie erhielt zahlreiche Ehrungen in aller Welt, in besonderer Weise in der Bundesrepublik Deutschland, so beispielsweise 1955 den ersten „Otto-Hahn-Preis für Chemie und Physik“, 1956 den Orden Pour le mérite für Wissenschaften und Künste und 1962 die Dorothea-Schlözer-Medaille der Georg-August-Universität Göttingen. Für alle drei Ehrungen hatte Otto Hahn sie vorgeschlagen. 1959 wurde in Berlin – in Anwesenheit beider Namensgeber – das Hahn-Meitner-Institut für Kernforschung (HMI) vom Regierenden Bürgermeister Willy Brandt offiziell eingeweiht. Zu allen diesen Anlässen, aber auch zu privaten Besuchen kam Lise Meitner stets gerne nach Deutschland.
Mit Otto Hahn blieb sie lebenslang freundschaftlich verbunden. Ihre Glückwünsche zu seinem 80. Geburtstag am 8. März 1959 schloss sie mit den Worten „In alter Freundschaft, Deine Lise“. Sie ließ es sich nicht nehmen, zu diesem Anlass von Stockholm nach Göttingen zu reisen, um ihm persönlich und öffentlich zu gratulieren.

### Umzug nach Cambridge
1960 übersiedelte Lise Meitner zu ihrem Neffen Otto Frisch nach Cambridge, wo sie bis zu ihrem Tod für eine friedliche Nutzung der Kernspaltung eintrat.
Am 27. Oktober 1968, drei Monate nach Otto Hahns Tod, starb Lise Meitner im Alter von 89 Jahren. Sie wurde in Bramley (Hampshire) beigesetzt. Die Inschrift auf dem Grabstein stammt von ihrem Neffen Otto Frisch. Sie lautet:

“A physicist who never lost her humanity”

„Eine Physikerin, die nie ihre Menschlichkeit verlor“

## Persönlichkeit
Einigen Aufschluss über ihre Persönlichkeit erhält man aus den veröffentlichten Briefen an bzw. von Elisabeth Schiemann, Otto Hahn und Max von Laue. Nach Aussagen von Otto Hahn und Max Planck war sie extrem zielgerichtet bei ihren Untersuchungen und arbeitete sehr hart, um Lösungen zu finden und Ergebnisse zu bekommen.
Sie selbst sagte einmal: „Ich liebe Physik, ich kann sie mir schwer aus meinem Leben wegdenken. Es ist so eine Art persönlicher Liebe, wie gegen einen Menschen, dem man sehr viel verdankt. Und ich, die ich so sehr an schlechtem Gewissen leide, bin Physikerin ohne jedes böse Gewissen.“
Über ihr Verständnis der Naturwissenschaft sagte sie: „Das ist in meinen Augen gerade der große moralische Wert der naturwissenschaftlichen Ausbildung, daß wir lernen müssen, Ehrfurcht vor der Wahrheit zu haben, gleichgültig, ob sie mit unseren Wünschen oder vorgefaßten Meinungen übereinstimmt oder nicht.“
Über das Privatleben von Lise Meitner ist wenig bekannt. Sie liebte die Natur und zog sich zum Nachdenken über theoretische Probleme gerne in den Wald zurück.
Neben ihrer Forschung galt ihr persönliches, aber doch sehr zurückhaltendes Engagement vor allem dem Einsatz für den Frieden, der bedachten Nutzung der Kernenergie sowie der Gleichberechtigung der Frauen in den Wissenschaften.
Lise Meitner beobachtete die Verwendung der Kernenergie für Waffensysteme äußerst kritisch. Sie ähnelte darin ihrem langjährigen Partner Otto Hahn und anderen Pionieren der Kernphysik wie etwa Albert Einstein (der jedoch, auf Vorschlag von Leó Szilárd, Präsident Roosevelt dringend zum Bau der US-Atombombe aufforderte). Lise Meitner selbst hat allerdings nie irgendeinen öffentlichen Friedensappell initiiert oder unterzeichnet, obwohl sie mehrfach darum gebeten wurde, und sich mit persönlichen Äußerungen zu den Themen Atombombe, Kernwaffentests, nukleare Verseuchung usw. immer zurückgehalten.

## Verdienste

### Kernspaltung

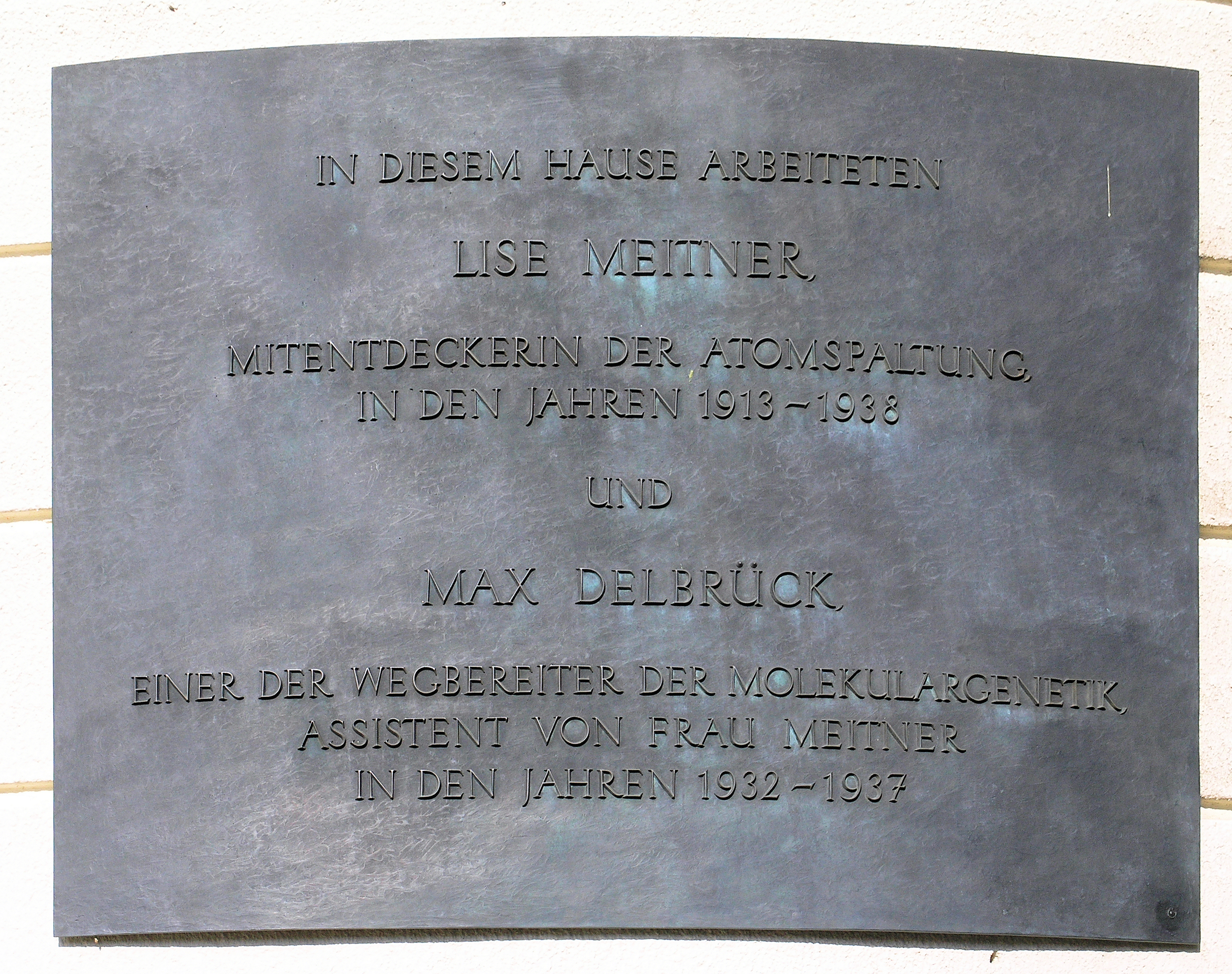
Gedenktafel für Lise Meitner und Max Delbrück am Hahn-Meitner-Bau der FU Berlin (vormals Kaiser-Wilhelm-Institut für Chemie). Hier wird Lise Meitner als „Mitentdeckerin der Atomspaltung“ gewürdigt.

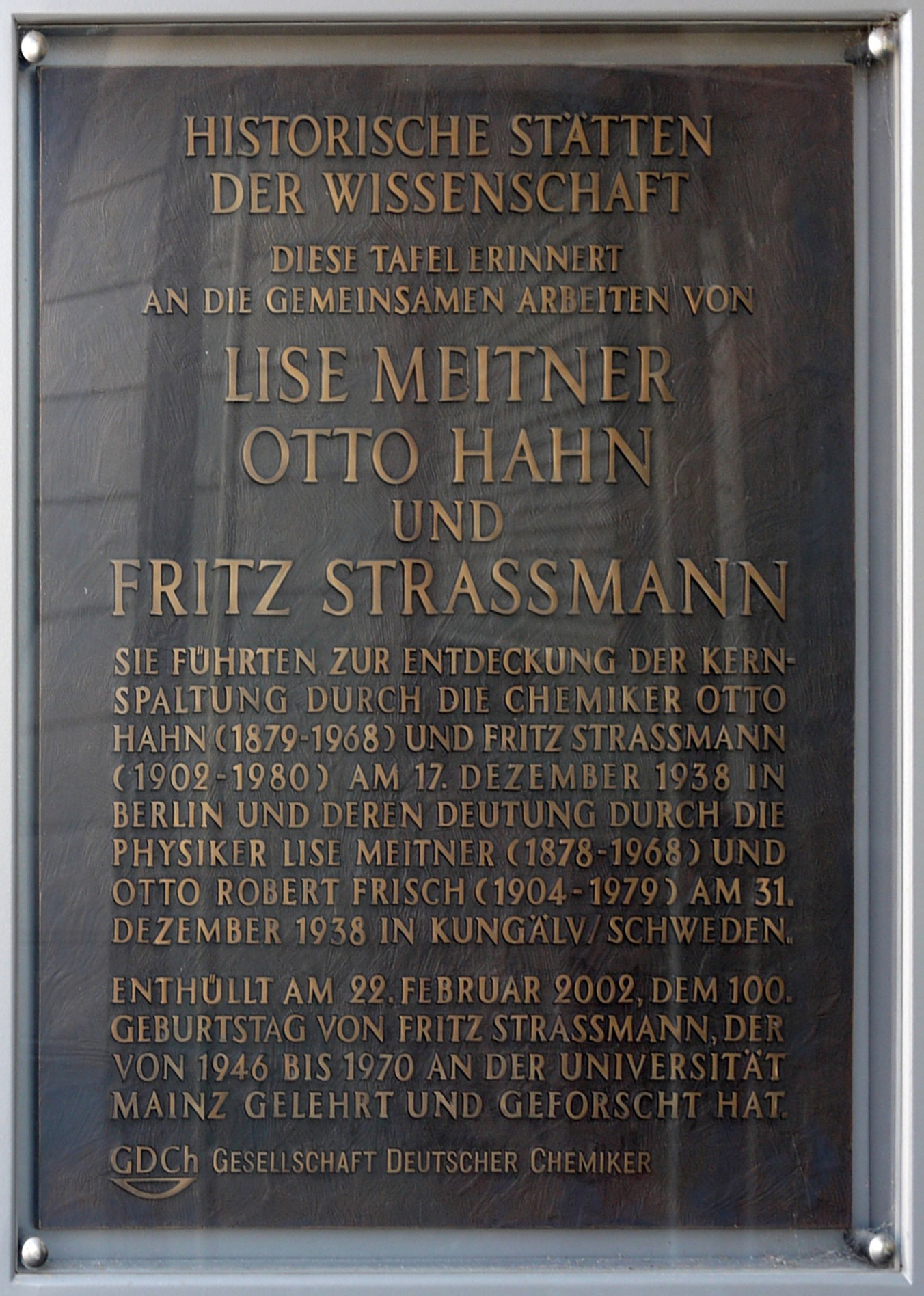
Gedenktafel der Gesellschaft Deutscher Chemiker am ehemaligen Institut für Kernchemie in Mainz. Sie erinnert an die gemeinsamen Arbeiten von Lise Meitner, Otto Hahn und Fritz Straßmann, die zur Entdeckung der Kernspaltung führten

Lise Meitners Leistung im Zusammenhang mit der Kernspaltung wird sehr häufig auf die erste physikalisch-theoretische Deutung reduziert, die sie Anfang 1939 im schwedischen Exil zusammen mit Otto Frisch formulierte. Diese war zweifellos von großer Bedeutung für die Entwicklung der militärischen und friedlichen Nutzung der Kernenergie, wurde aber bereits im Herbst 1939 durch eine umfassende Theorie der Kernspaltung (The mechanism of nuclear fission) von Niels Bohr und John Archibald Wheeler ersetzt.
Da Lise Meitner fünf Monate vor der Entdeckung der Kernspaltung aus Deutschland fliehen musste, wird oft übersehen, dass die vier Jahre andauernde gemeinsame Arbeit von Meitner, Hahn und Straßmann an Transuranen diese Entdeckung möglich machte. Aus diesem Grund wurden sie 1966 gemeinsam mit dem Enrico-Fermi-Preis geehrt. Auf einer Gedenktafel in Mainz, wo Straßmann später lehrte und forschte, ehrt auch die Gesellschaft Deutscher Chemiker die drei Forscher als gemeinsame Wegbereiter der epochalen Entdeckung und nennt dabei Meitner an erster Stelle. Der berühmte „Otto-Hahn-Tisch“ im Deutschen Museum – auf ihm sind die bei der Entdeckung der Kernspaltung verwendeten Geräte zu sehen – wurde im Jahr 2013 in „Hahn-Meitner-Straßmann-Tisch“ umbenannt. Der Grund war, dass die Benennung allein nach Otto Hahn als falsch empfunden wurde. Wie Meitners Biografin Charlotte Kerner damals kommentierte, gilt die Entdeckung der Kernspaltung heute als Gemeinschaftsarbeit. Dabei war es Meitners Verdienst, dass die gemeinsame Arbeit in Berlin in Gang kam. Sie überredete Hahn, die Versuche mit Uran fortzusetzen, die Enrico Fermi 1934 begonnen hatte.
Lise Meitner erkannte die Leistung der Chemiker Hahn und Straßmann bei der Entdeckung der Kernspaltung an: „Die Entdeckung der Kernspaltung durch Otto Hahn und Fritz Straßmann hat ein neues Zeitalter in der Geschichte der Menschheit eröffnet. Die dieser Entdeckung zugrunde liegende wissenschaftliche Leistung scheint mir darum so bewundernswert, weil sie ohne jede theoretische Wegweisung auf rein chemischem Weg erreicht worden ist.“

### Weitere Leistungen
Neben den allgemein bekannten Arbeiten erweiterte Lise Meitner vor allem die Kenntnis über das Wesen der Radioaktivität. Die meisten ihrer Arbeiten waren Untersuchungen der Radioaktivität, insbesondere der Alpha- und Betastrahlung. Dabei konzentrierte sie sich auf die Wirkung dieser Strahlen auf verschiedene Materialien. Sie entdeckte gemeinsam mit Otto Hahn eine Reihe radioaktiver Isotope, darunter Protactinium 231, Actinium C und Thorium D.
Wesentliche Beiträge lieferte Lise Meitner auch zum Verständnis des Aufbaus der Atomkerne sowie der Energiefreisetzung beim radioaktiven Zerfall. Gemeinsam mit Otto Frisch veröffentlichte sie eine Reihe von Werken, die die physikalischen Grundlagen der Kernphysik erklärten und beleuchteten.

## Ausbleiben des Nobelpreises
Obwohl Lise Meitner sehr oft für den Nobelpreis nominiert wurde, blieb ihr diese Auszeichnung versagt.

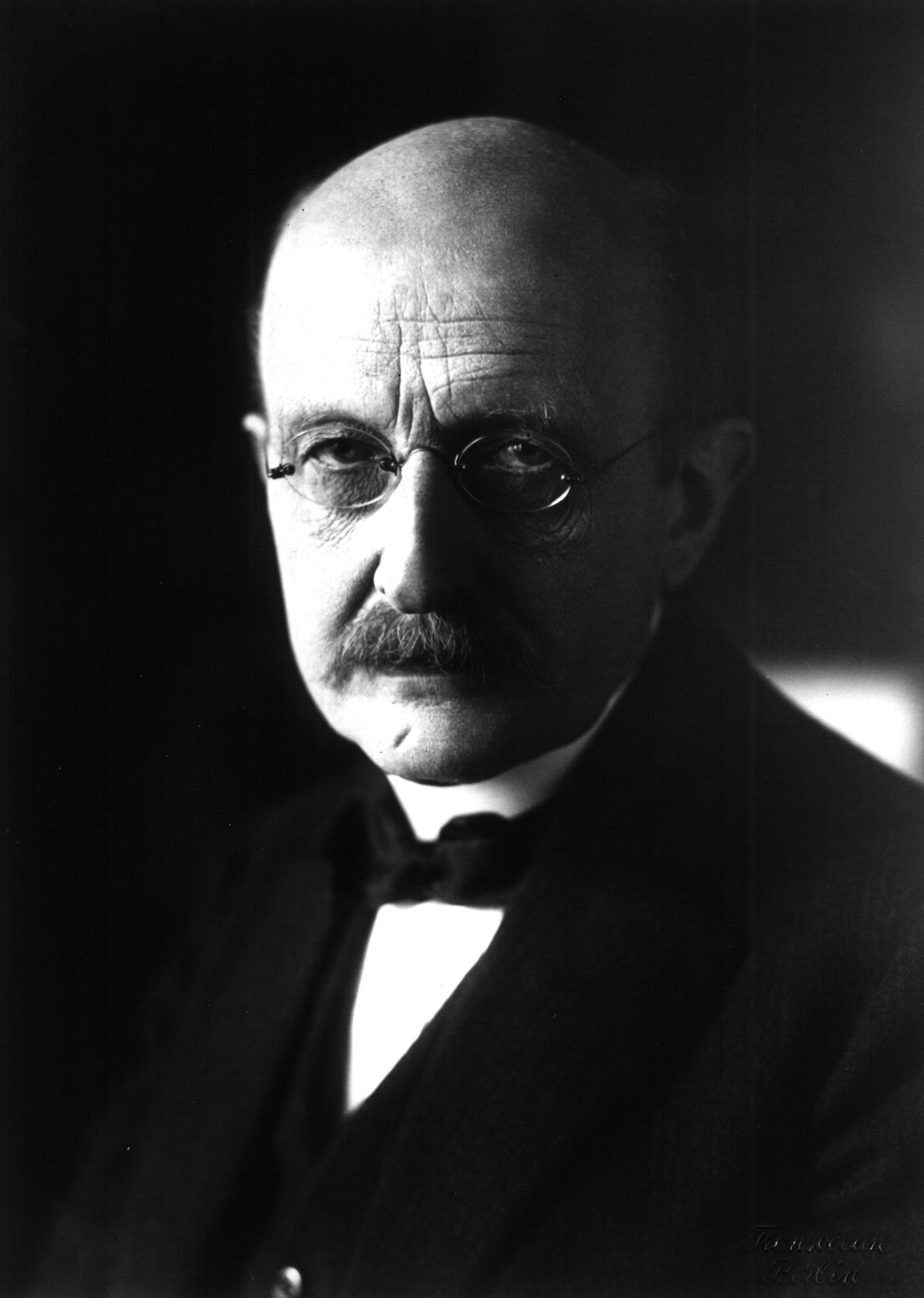
Max Planck (um 1930).
Er nominierte Lise Meitner siebenmal für den Nobelpreis.

### Nominierungen für den Nobelpreis
Lise Meitner wurde insgesamt 49-mal für den Nobelpreis nominiert. Von 1924 bis 1948 gingen insgesamt 19 Nominierungen für den Chemiepreis ein, in den Jahren 1937 bis 1967 insgesamt 30 Nominierungen für den Physikpreis.
Am häufigsten nominierte sie Max Planck, der sechs Nominierungen für den Chemiepreis und eine für den Physikpreis einsandte. Zu den Unterstützern, die sie mehr als zweimal nominierten, gehörten ferner James Franck (fünf Nominierungen für Physik), Oskar Klein (drei Nominierungen für Physik, eine für Chemie), Max Born (drei Nominierungen für Physik) und Niels Bohr (zwei Nominierungen für Chemie, eine für Physik). Nachdem Otto Hahn den Chemie-Nobelpreis des Jahres 1944 erhalten hatte, nominierte er Lise Meitner 1948 für den Physik-Nobelpreis.

### Bewertungen anlässlich des Nobelpreises für Otto Hahn
Für die Entdeckung und den radiochemischen Nachweis der Kernspaltung wurde Otto Hahn 1945 der Nobelpreis für Chemie für das Jahr 1944 verliehen (überreicht wurde er erst 1946). Lise Meitner und Otto Frisch, die zusammen die theoretische Erklärung für das Phänomen verfasst hatten, wurden nicht berücksichtigt. Diese Entscheidung wurde kontrovers beurteilt.
Lise Meitner, die das „Zerplatzen“ des Urankerns exklusiv aus erster Hand von Otto Hahn erfahren hatte und die chemischen Leistungen ihres Kollegen wohl am besten beurteilen konnte, schrieb Ende November 1945 an ihre Freundin Birgit Broomé-Aminoff: „Hahn hat sicher den Nobelpreis für Chemie voll verdient, da ist wirklich kein Zweifel. Aber ich glaube, dass Frisch und ich etwas nicht Unwesentliches zur Aufklärung des Uranspaltungsprozesses beigetragen haben – wie er zustande kommt und daß er mit einer so großen Energieentwicklung verbunden ist, lag Hahn ganz fern.“
Berta Karlik, die Leiterin des Instituts für Radiumforschung in Wien, schrieb an ihre Kollegin Erika Cremer: „Da ich die Berliner Arbeiten seinerzeit eingehend verfolgt habe, und sowohl mit Hahn wie mit Meitner persönlich so gut bekannt, ja befreundet war, bin ich stets der Auffassung gewesen, dass die Entdeckung der Spaltung einzig und allein Hahn zuzuschreiben ist.“
Der polnisch-britische Physiker Józef Rotblat kam zu einer anderen Bewertung. Als er Frisch und Meitner 1961 für den Physik-Nobelpreis nominierte, schrieb er zur Begründung: „Obwohl die Experimente, die zur Separierung und Isolierung der Spaltprodukte geführt haben, von Professor Hahn ausgeführt worden sind, ist es allgemein anerkannt, dass es Frisch und Meitner gewesen sind, die den Prozess als Kernspaltung erkannt und ihn richtig interpretiert haben. Frisch und Meitner sind daher die wahren Entdecker der Kernspaltung.“
Dietrich Hahn, ein Enkel von Otto Hahn und Patenkind von Lise Meitner, der sich für die korrekte biografische Darstellung von Otto Hahn und Meitner engagiert hat, sagte im Jahr 1996: „Vielleicht wäre es am besten gewesen, Otto Hahn und Straßmann hätten den Chemienobelpreis für die Entdeckung der Kernspaltung bekommen, Meitner und Frisch den Physiknobelpreis für die Deutung.“
Auch in jüngerer Zeit wird die Meinung vertreten, dass Lise Meitner den Nobelpreis mindestens so sehr verdient hätte wie Otto Hahn. Beispielsweise sagte Ernst Peter Fischer, Physiker und Wissenschaftshistoriker an der Universität Konstanz, anlässlich des 70-jährigen Jubiläums der Entdeckung der Kernspaltung im Jahr 2008: „Sie hat das Wissen gehabt, Hahn hat nur die Versuche durchgeführt.“ Es sei eine „Dummheit der schwedischen Akademie“ gewesen, Meitner beim Nobelpreis zu übergehen.

### Hintergründe
David Rennert und Tanja Traxler beleuchten in ihrer Biografie (2018) die Hintergründe der Nobelpreis-Entscheidung. Sowohl Hahn als auch Meitner waren seit Mitte der 1920er Jahre immer wieder für den Chemie-Nobelpreis nominiert worden, ab 1937 kamen Nominierungen für den Physik-Nobelpreis dazu. Der schwedische Chemiker The Svedberg, selbst Nobelpreisträger, begutachtete die Leistungen von Hahn und Meitner für das Komitee des Chemie-Nobelpreises erstmals im Jahr 1939. In seinem Bericht argumentierte er, Hahn habe die Entdeckung gemacht, als Meitner nicht mehr in Berlin war. 1941 argumentierte er in seinem zweiten Gutachten, nach der Entdeckung der Kernspaltung habe Hahn im Gegensatz zu Meitner weitere wichtige Beiträge geleistet, der Nobelpreis solle somit an ihn gehen. Dabei stellte er Meitners Vertreibung aus Deutschland und ihre Situation im schwedischen Exil nicht in Rechnung. Die Gutachten der folgenden Jahre bauten auf Svedbergs Bewertung auf, so dass 1945 schließlich eine knappe Mehrheit zugunsten von Hahn zustande kam. Danach übergingen die Chemiker Meitner, weil sie schon Hahn den Nobelpreis zuerkannt hatten.
In den folgenden Jahrzehnten wurde Meitner weiterhin immer wieder nominiert, nach 1948 nur noch für den Physik-Nobelpreis. Bei den Physikern war der einflussreiche Nobelpreisträger Manne Siegbahn Vorsitzender des Nobel-Komitees und für die Begutachtung zuständig. Er kannte Meitner sehr gut, weil sie an seinem Institut in Stockholm arbeitete. Er hatte ein schwieriges Verhältnis zu ihr und empfand sie als Konkurrentin. Deshalb aktivierte er erfolgreich sein Netzwerk, um den Physik-Nobelpreis für Meitner zu verhindern – so jedenfalls die Darstellung von Rennert und Traxler. Sie vermuten außerdem, dass Meitner schon deshalb keine guten Karten hatte, weil sie eine Frau war. Frauen wurden als Zuarbeiterinnen gesehen. Meitner wurde immer wieder als „Mitarbeiterin“ Hahns bezeichnet, was sie empörte.
Lise Meitner hatte schon im November 1946 auf einer Karte an Otto Hahn geschrieben: „Die Möglichkeit, dass ich Deine Nobelpreis-Kollegin werden könnte, hat sich schließlich erledigt. Falls Du daran interessiert bist, könnte ich Dir etwas darüber erzählen.“ Hahn antwortete nicht darauf. Was sie zu berichten hatte, ist nicht bekannt.

## Ehrungen

### Mitgliedschaften und Auszeichnungen
Bis zu ihrem Tod erhielt Lise Meitner 21 wissenschaftliche (darunter 5 Ehrendoktorwürden, 12-mal Mitglied verschiedener Akademien) und öffentliche Auszeichnungen für ihr Werk und ihr Leben.
- 1926 Mitglied der Leopoldina[50]
- 1926 Mitglied der Gesellschaft der Wissenschaften zu Göttingen[51]
- 1947 Ehrenpreis der Stadt Wien für Wissenschaft
- 1948 Mitglied der Österreichischen Akademie der Wissenschaften, erstes korrespondierendes weibliches Mitglied
- 1949 Max-Planck-Medaille gemeinsam mit Otto Hahn
- 1955 auswärtiges Mitglied der Royal Society in London, verbunden mit dem Recht, die Abkürzung FMRS (Foreign Member of the Royal Society) hinter ihrem Namen anzufügen
- 1955 Otto-Hahn-Preis für Chemie und Physik
- 1956 Ehrendoktorwürde der Freien Universität Berlin[52] (Überreichung der Urkunde 1957)[53]
- 1956 Orden Pour le Mérite für Wissenschaften und Künste,[36] verliehen von Bundespräsident Theodor Heuss
- 1960 Mitglied der American Academy of Arts and Sciences
- 1960 Wilhelm-Exner-Medaille
- 1962 Dorothea-Schlözer-Medaille der Georg-August-Universität Göttingen[37]
- 1966 Enrico-Fermi-Preis der amerikanischen Atomenergie-Kommission, zusammen mit Otto Hahn und Fritz Straßmann[41]
- 1967 Österreichisches Ehrenzeichen für Wissenschaft und Kunst

### Namensgeberin

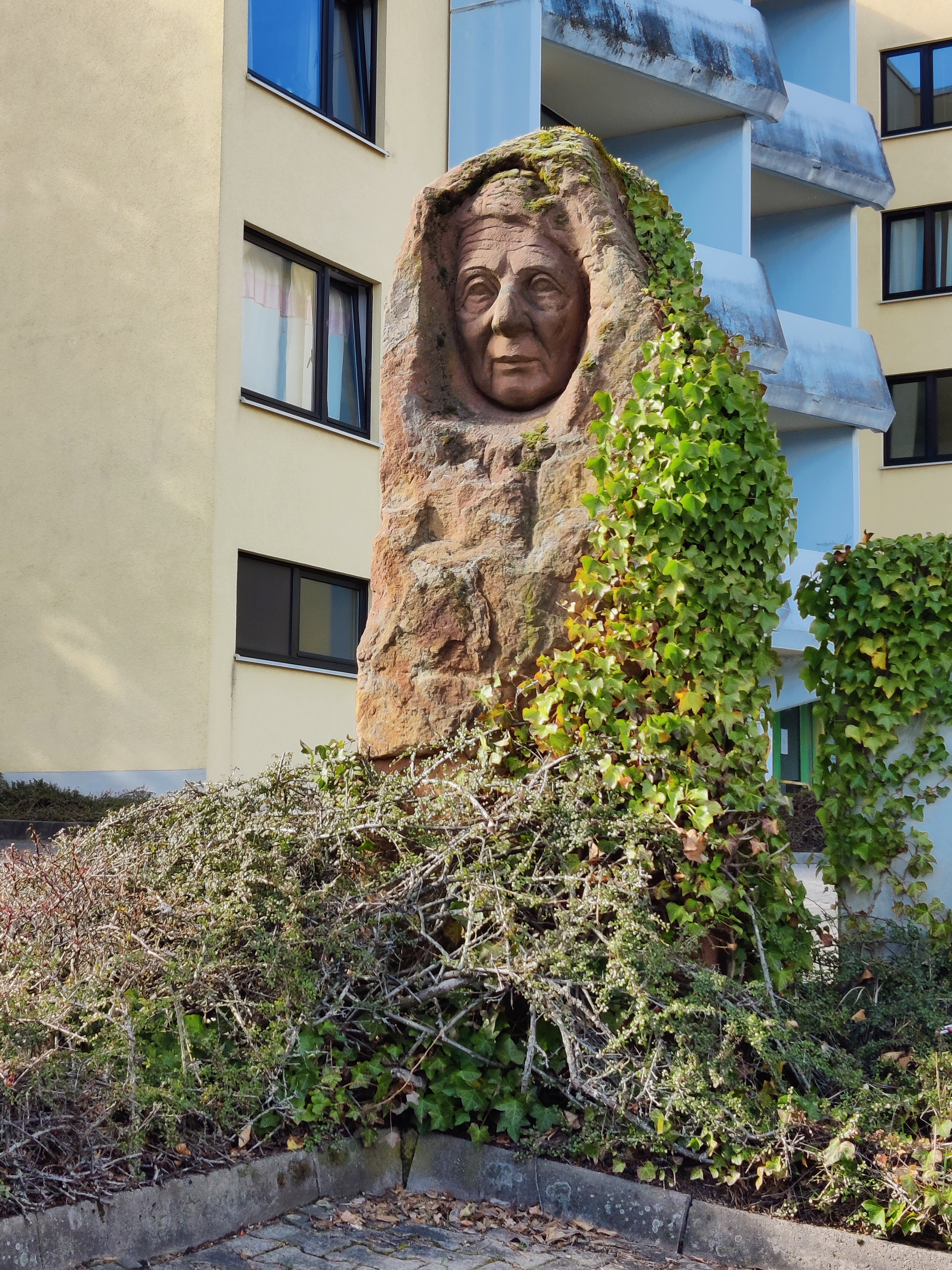
Lise-Meitner-Denkmal vor dem Lise-Meitner-Haus in Kaiserslautern

- 1959 Hahn-Meitner-Institut für Kernforschung in Berlin, Namensgeberin zusammen mit Otto Hahn
- 1970 Mondkrater Meitner
- 1977 Asteroid (6999) Meitner
- 1979 Venuskrater Meitner
- Schulen und Straßen in zahlreichen Städten, z. B. 1970 die Meitnerstraße im Stadtteil Roderbruch in Hannover[54]
- Seit 1982 Lise-Meitner-Haus in Kaiserslautern, ein Wohnheim für Studierende der Technischen Universität Kaiserslautern und der Hochschule Kaiserslautern[55]
- Das Land Nordrhein-Westfalen vergab seit 1991 das Lise-Meitner-Stipendium für habilitierende Frauen.[56]
- Das chemische Element Meitnerium wurde 1997 nach ihr benannt.
- 1999 Lise Meitner Professur der Faculty of Engineering der Lund Universität verliehen an führende Forschende eines unterrepräsentierten Geschlechts, um als Vorbild für Studierende, Lehrende und junge Forschende zu dienen[57]
- 2003 Lise-Meitner-Haus, Neubau für das Institut für Physik der Humboldt-Universität Berlin[58]
- 2008 wurde der ABC-Abwehrschule des Österreichischen Bundesheeres der Traditionsname Lise Meitner verliehen.
- Seit 2008 alljährliche Lise-Meitner-Lecture der Deutschen Physikalische Gesellschaft und der Österreichischen Physikalischen Gesellschaft
- 2010 Umbenennung des Otto-Hahn-Baus in Berlin in Hahn-Meitner-Bau (Gebäude des ehemaligen Kaiser-Wilhelm-Instituts für Chemie, heute Gebäude des Instituts für Biochemie der FU Berlin)
- Lise-Meitner-Preis für Kernphysik der Europäischen Physikalischen Gesellschaft
- Lise-Meitner-Literaturpreis
- Lise-Meitner-Programm des Fonds zur Förderung der wissenschaftlichen Forschung zur Förderung ausländischer Wissenschaftler in Österreich[59]
- Das Mineral Meitnerit wurde 2017 nach ihr benannt.[60]
- Seit 2018 Lise-Meitner-Exzellenzprogramm der Max-Planck-Gesellschaft zur Förderung von Wissenschaftlerinnen[61]

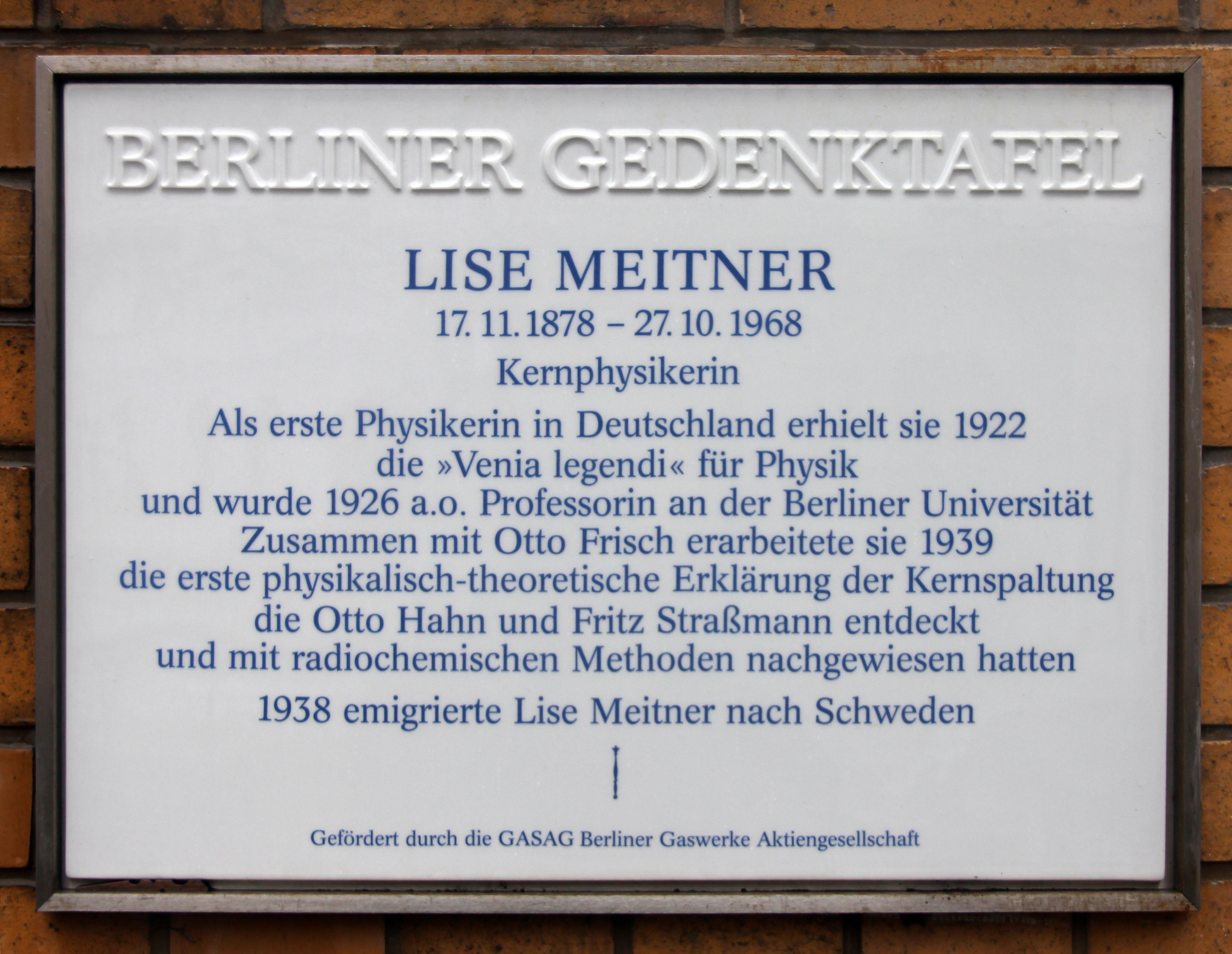
Berliner Gedenktafel am Haus Hessische Straße 1 in Berlin-Mitte

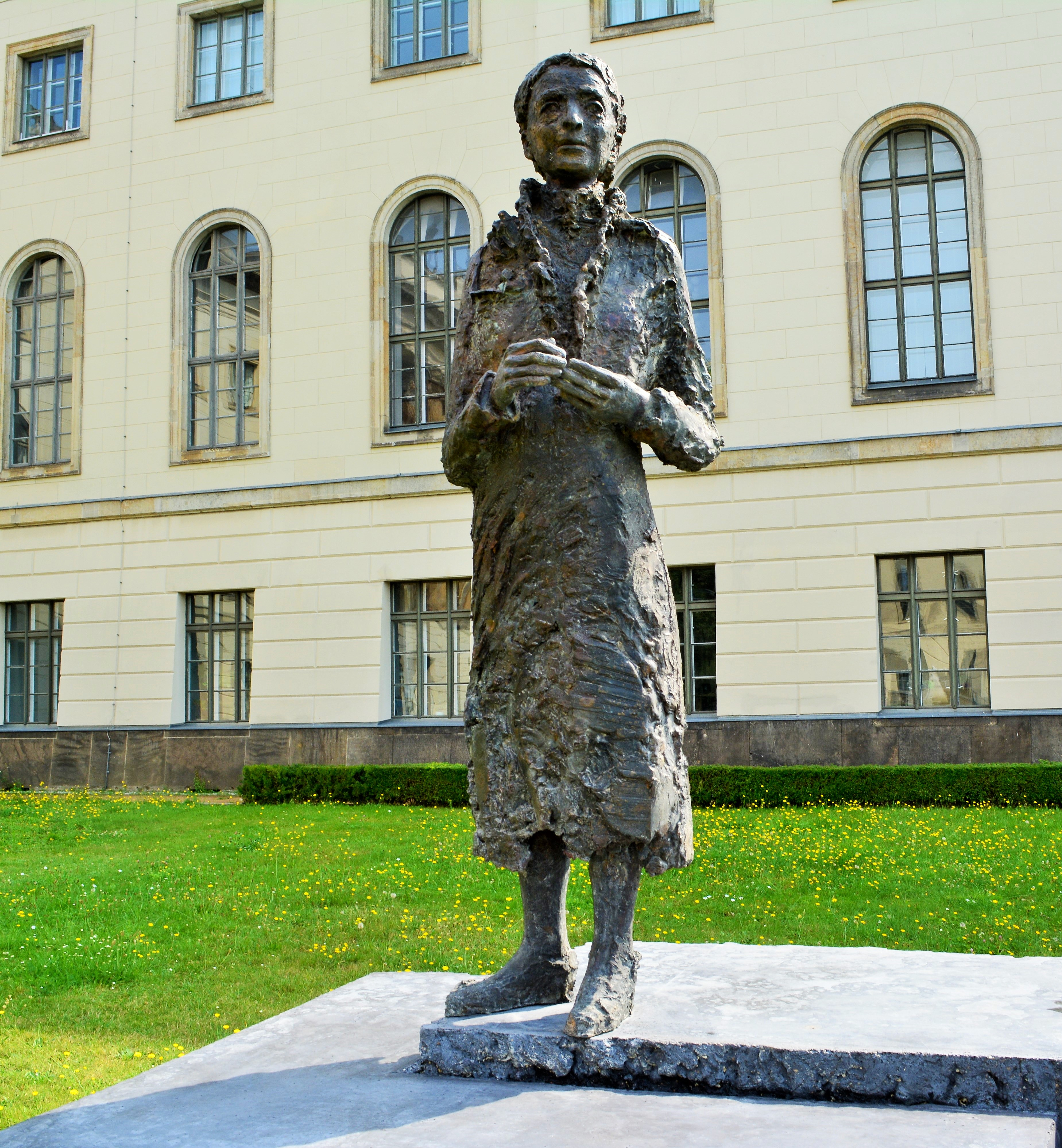
Lise-Meitner-Denkmal im Ehrenhof der Humboldt-Universität Berlin

### Gedenktafeln
Gedenktafeln, die an Lise Meitner erinnern, befinden sich an folgenden Gebäuden:
- Geburtshaus (siehe Bild oben)
- Akademisches Gymnasium in Wien (siehe Bild oben)
- Gebäude Hessische Straße 1 in Berlin-Mitte, wo Lise Meitner von 1907 bis 1912 arbeitete. Hier befindet sich eine Gedenktafel ergänzt mit Relief-Porträts von Meitner und Otto Hahn (siehe Bild oben).
- An demselben Gebäude wurde am 12. Juli 2010 auch eine Berliner Gedenktafel für Lise Meitner angebracht (siehe Bild rechts).
- Gebäude des Kaiser-Wilhelm-Instituts für Chemie, Thielallee 63 in Berlin-Dahlem, wo Lise Meitner von 1912 bis 1938 arbeitete (heute Hahn-Meitner-Bau des Instituts für Biochemie der FU Berlin). Hier befindet sich eine Gedenktafel für Lise Meitner und ihren Assistenten Max Delbrück (siehe Bild oben).
- Ehemaliges Institut für Kernchemie der Universität Mainz. Die Tafel aus der Reihe Historische Stätten der Chemie ehrt Lise Meitner, Otto Hahn und Fritz Straßmann als diejenigen Forscher, deren gemeinsame Arbeiten zur Entdeckung der Kernspaltung führten; 2002 zu Straßmanns 100. Geburtstag enthüllt (siehe oben).

### Denkmale und Büsten
- Vor dem Lise-Meitner-Wohnheim in Kaiserslautern steht ein Sandsteinblock mit einem Lise-Meitner-Porträt als Relief (siehe Bild oben).[62]
- 1991 wurde Lise Meitner als erste Frau mit einer Büste im Ehrensaal im Deutschen Museum in München geehrt.[63]
- Am 10. Juli 2014 wurde das von Anna Franziska Schwarzbach gestaltete Meitner-Denkmal im Ehrenhof der Humboldt-Universität zu Berlin mit einem Festakt enthüllt. Es ist das erste Denkmal für eine Wissenschaftlerin in Deutschland.[64]
- Im Juni 2016 wurde sie mit einer Büste im Arkadenhof der Universität Wien geehrt.[65][66]

## Sonstiges
Zu ihren Doktoranden gehörte Rudolf Jaeckel.

## Veröffentlichungen (Auswahl)
- Wärmeleitung in inhomogenen Körpern. Hölder in Kommission, Wien 1906, OCLC 162935454 (Dissertation: aus der II. physikalischen Institut der k. k. Universität in Wien, vorgelegt in der Sitzung am 22. Februar 1906, 13 Seiten).
- Über die Absorption der α- und β-Strahlen. In: Phys. Z. Band 7, 1906, S. 588–590.
- mit Otto Hahn: Die Muttersubstanz des Actiniums, ein Neues Radioaktives Element von Langer Lebensdauer. In: Phys. Z. Band 19, 1918, S. 208–218.
- mit Otto Hahn: Über das Protactinium und die Frage nach der Möglichkeit seiner Herstellung als chemisches Element. In: Die Naturwissenschaften. Band 7, Nr. 33, 1919, S. 611 f., doi:10.1007/BF01498184.
- Über die β-Strahl-Spektra und ihren Zusammenhang mit der γ-Strahlung. In: Zeitschrift für Physik. Band 11, 1922, S. 35–54.
- Über den Aufbau des Atominnern. In: Die Naturwissenschaften. Band 15, Nr. 16, 1927, S. 369–378, doi:10.1007/BF01504760.
- Der Zusammenhang zwischen β- und γ-Strahlen. In: Ergebnisse der Exakten Naturwissenschaften. Nr. 3, 1924.
- mit Max Delbrück: Der Aufbau der Atomkerne: natürliche und künstliche Kernumwandlungen. Berlin 1935.
- mit Otto R. Frisch: Disintegration of Uranium by Neutrons: a New Type of Nuclear Reaction. In: Nature. Band 143, 1939, S. 239 f., doi:10.1038/143239a0.
- mit Otto Hahn: Atomenergie und Frieden. In: Schriftenreihe der Österr. UNESCO-Kommission. Frick, Wien 1954.
- The status of women in the professions. In: Physics Today. Band 13, Nr. 8, 1960, S. 16–21.
- Wege und Irrwege zur Kernenergie. In: Naturwissenschaftliche Rundschau. Band 16, 1963, S. 167–169.

## Audiovisuelle Quellen
- Zweiteiliger Fernsehfilm: Ende der Unschuld, Frank Beyer, WDR, Köln 1991 (Darstellerin von Lise Meitners: Hanne Hiob).
- Klaus Sander (Hrsg.): Lise Meitner: „Die Frau in der Wissenschaft“. Enthält: Rückschau auf mein Leben, Die Frau in der Wissenschaft, Max Planck als Mensch, Im Gespräch mit Berta Karlik, Zu Besuch in Kiel. supposé, Köln 2003, ISBN 978-3-932513-46-6 (Audio-CD, Originaltonaufnahmen, Hörprobe).
- Lise Meitner – Die Mutter der Atombombe (2012).
- … Deine Lise – die Physikerin Lise Meitner im Exil (© 2018 Buchfunk/Leipzig); Audiobuch von Stefan Frankenberger (Konzept/Musik) mit Elisabeth Orth, Till Firit, Paul Matic, Manuel Rubey u. a. ISBN 978-3-86847-423-7.
- Archivaufnahmen über Lise Meitner im Onlinearchiv der Österreichischen Mediathek (Reden, Diskussionen, Radiobeiträge)
- Wolfgang Burgmer: Lise Meitner: Pionierin der Atomphysik. In: NDR ZeitZeichen vom 27. Oktober 2013, mit Annette Vogt. (Podcast. Verfügbar bis 31. Dezember 2099)